# Bogna Koreng
Bogna Koreng (sorabe : Bogna Korjenkowa), née en 1965 à Bautzen, est une présentatrice de langue sorabe.

## Biographie
Bogna Koreng a grandi dans un environnement bilingue à Radibor (sorabe : Radwor). Après des études secondaires au Gymnasium haut-sorabe de Bautzen et obtenu son bac, elle a fait des études de civilisation germanique. Depuis 1992, elle travaille à la radiodiffusion sorabe à Bautzen. Depuis 2001, elle présente l'émission sorabe wuhladko.
En 2003, elle a obtenu la troisième place au concours du Festival de Radio et Télé d'Oujgorod.
Aujourd'hui, elle habite avec sa famille à Panschwitz-Kuckau.